# Bernd Sponheuer
Bernd Sponheuer (* 6. Februar 1948 in Herford) ist ein deutscher Musikwissenschaftler.

## Laufbahn
Sponheuer studierte von 1969 bis 1976, ab 1970 als Stipendiat der Studienstiftung des deutschen Volkes, Musikwissenschaft (u. a. bei Anna Amalie Abert, Kurt Gudewill und Walter Salmen), Germanistik und Philosophie an der Christian-Albrechts-Universität zu Kiel. 1973 schloss er das Germanistikstudium mit dem Magister Artium (Thema: „Pragmatische und rhetorische Elemente in der Sprache der Städtewerbung“) ab. 1976 wurde er bei Kurt Gudewill in Musikwissenschaften mit einer Studie zur Gattungsgeschichte und Ästhetik der Symphonie zum Dr. phil. promoviert. 1978 veröffentlichte er die Dissertation unter dem Titel „Logik des Zerfalls. Untersuchungen zum Finalproblem in den Symphonien Gustav Mahlers“.
1984 habilitierte er sich in Musikwissenschaft mit einer Arbeit über die „Musik als Kunst und Nicht-Kunst. Untersuchungen zur ästhetischen Dichotomie von 'hoher' und 'niederer' Musik im musikästhetischen Denken zwischen Kant und Hanslick“. Von 1985 bis 1987 war er Gastprofessor an der Hochschule der Künste Berlin, danach Wissenschaftlicher Assistent am Musikwissenschaftlichen Institut der Universität Kiel. 1990 erhielt er einen Ruf auf den Lehrstuhl für Musikwissenschaft an der Folkwanghochschule in Essen. Im selben Jahr wurde er Professor für Historische Musikwissenschaft an der Universität Kiel. Seine Forschungsschwerpunkte sind Allgemeine Musikgeschichte des 17. bis 20. Jahrhunderts, Musikästhetik sowie Musik in der Zeit des Nationalsozialismus.
Von 1994 bis 1997 war er Schriftleiter der Zeitschrift Die Musikforschung und von 1996 bis 1998 Prodekan der Philosophischen Fakultät.